# Eupilumnus africanus
Eupilumnus africanus is een krabbensoort uit de familie van de Oziidae. De wetenschappelijke naam van de soort werd in 1867 voor het eerst geldig gepubliceerd door Alphonse Milne-Edwards.